# Adélaïde de Rothschild
Adelheid von Rothschild dite Adélaïde de Rothschild (née le 18 août 1853 à Francfort-sur-le-Main, en ville libre de Francfort et morte le 22 juin 1935 à Paris) est une philanthrope française d'origine allemande. Elle est la cousine et l'épouse d'Edmond de Rothschild.

## Biographie
Adélaïde de Rothschild est née 18 août 1853 à Francfort-sur-le-Main, en Allemagne. Elle est une des trois filles de Wilhelm Carl von Rothschild (1828-1901) et de Mathilde Hannah von Rothschild (1832-1924).
Elle épouse en 1877 son cousin Edmond de Rothschild. Ils auront trois enfants : 
- James Armand Edmond, dit « Jimmy » (1878-1957) ;
- Maurice (1881-1957) ;
- Miriam-Alexandrine (1884-1965), collectionneuse d'art impressionniste et post-impressionniste.

Nièce et héritière de deux collectionneurs importants de la famille Rothschild, Ferdinand, de la branche viennoise, et Adolphe, de la branche de Naples, ce sont ses deux fils James et Maurice qui recueillent ces héritages, dont Waddesdon et Pregny. 

### LeToit familial (rue Guy-Patin)
La baronne Adélaïde de Rothschild lègue en 1899 un immeuble sis au 9 rue Guy-Patin dans le 10e arrondissement de Paris dans le but de créer un Home israélite pour jeunes filles,,,,.